# Without Your Love (nummer van André)
Without your love is het lied waarmee Armenië in 2006 debuteerde op het Eurovisiesongfestival. Het nummer werd gezongen door André en eindigde in de finale op een 8e plek met 129 punten.